# Izlandi Nemzeti Múzeum
Az Izlandi Nemzeti Múzeum (izlandi nyelven: Þjóðminjasafn Íslands) Izland történelméről és kultúrájáról ad áttekintést. 

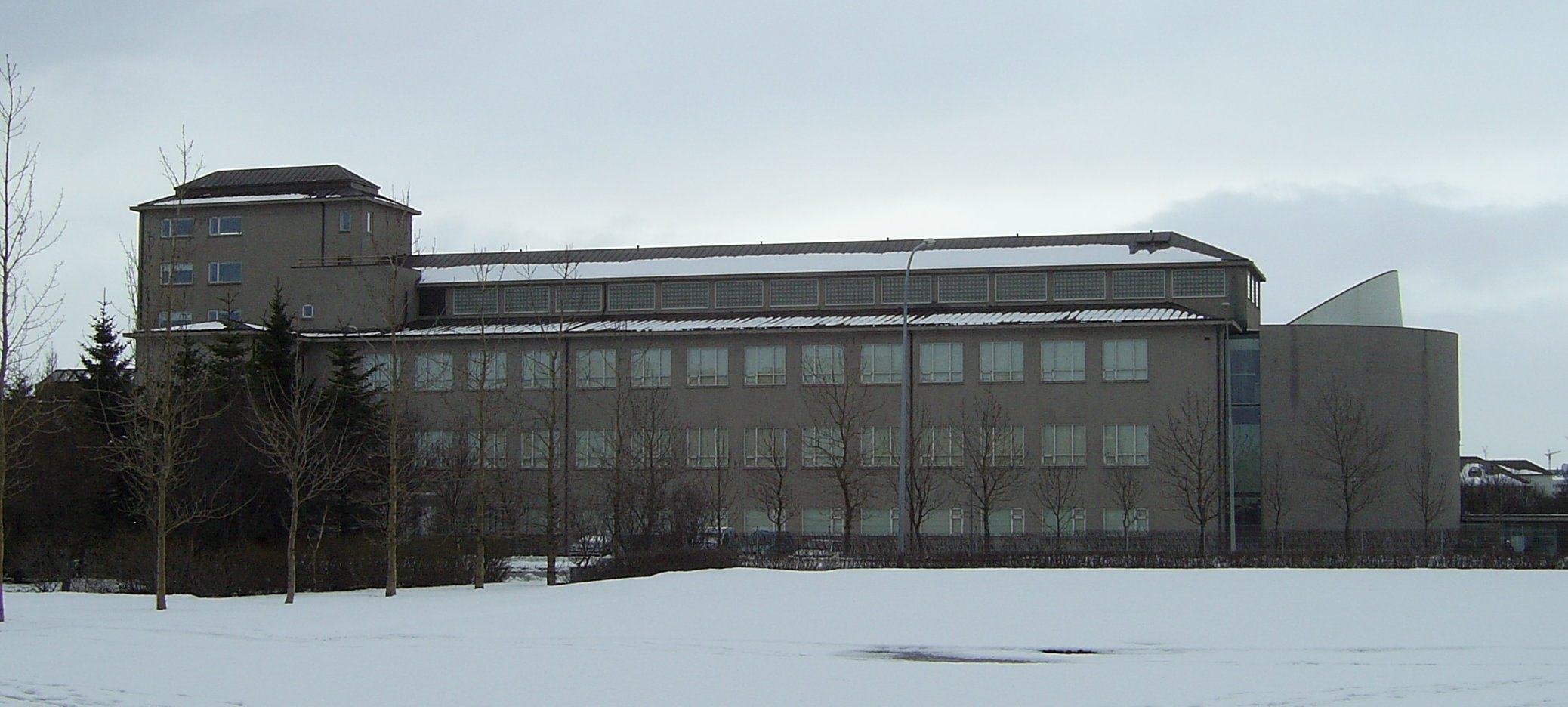
Az Izlandi Nemzeti Múzeum főépülete Reykjavíkban

## Története

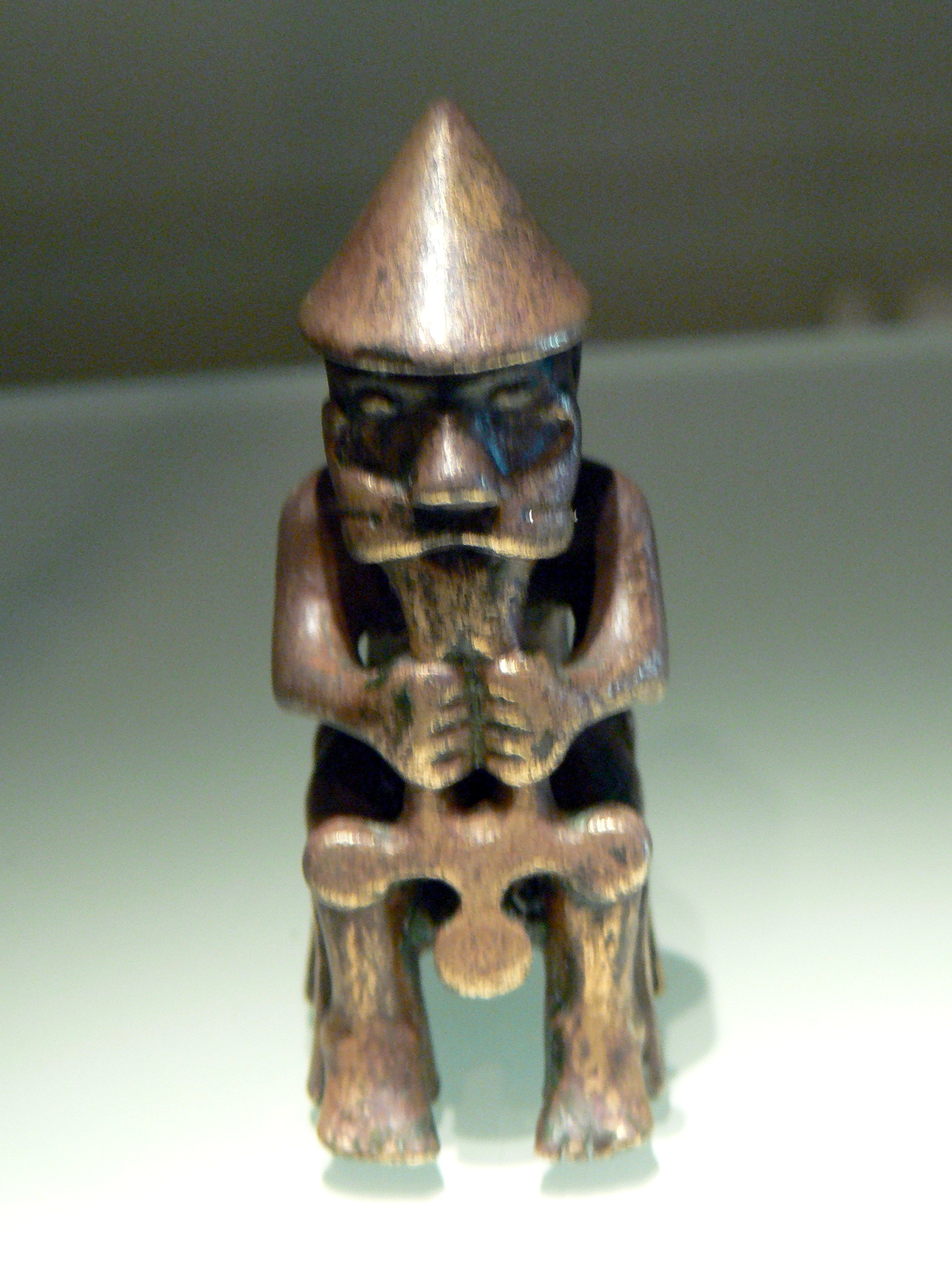
Thor-t ábrázoló szobrocska az Izlandi Nemzeti Múzeumban

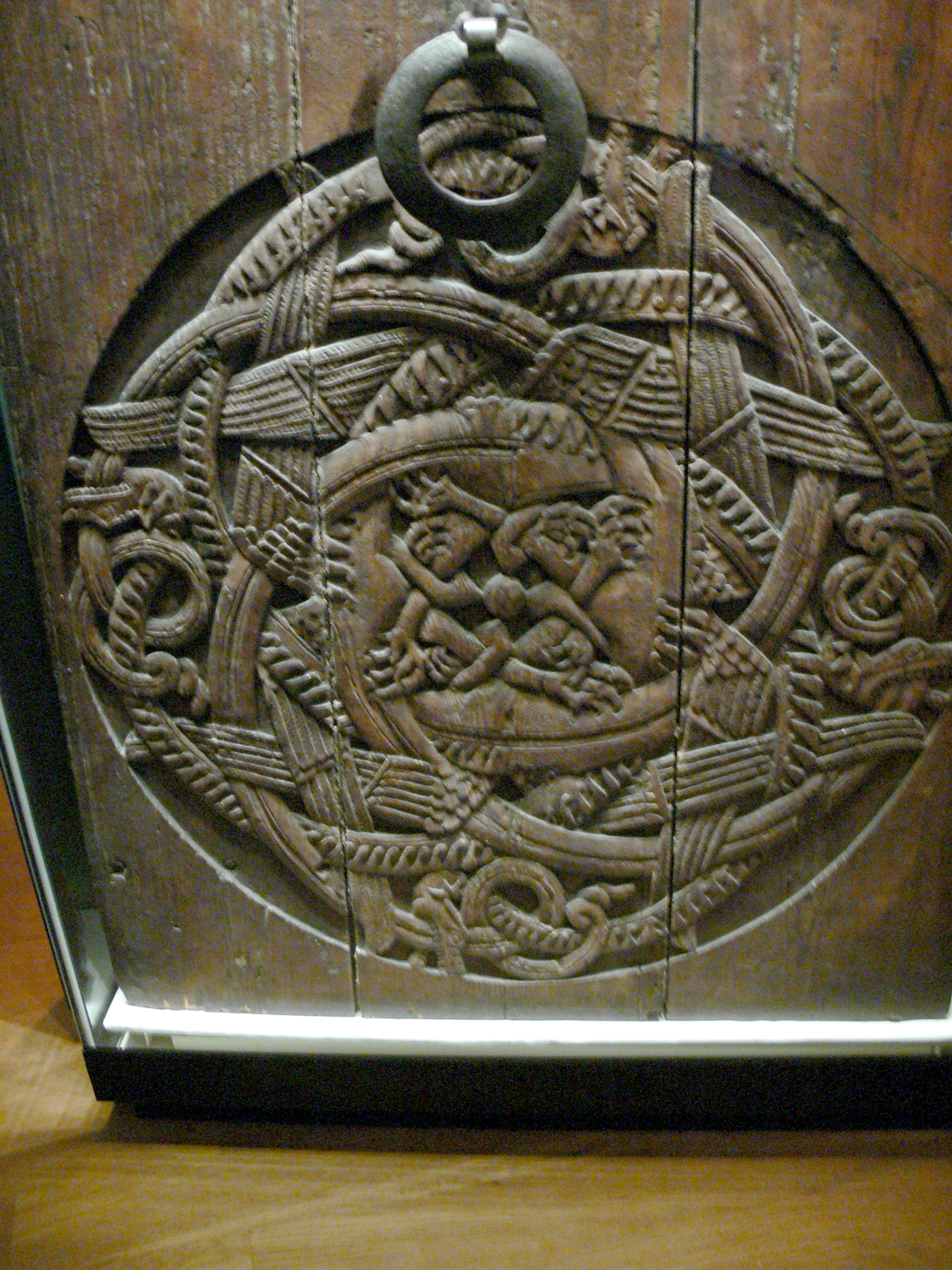

A múzeum kapuit 1863. február 24-én nyitották meg a nagyközönség előtt. Korábban az ország történelmileg fontos emlékeit a koppenhágai Dán Nemzeti Múzeumban őrizték. Miután az izlandi függetlenség kialakult a Dán Nemzeti Múzeum átadta a megőrzött tárgyi emlékeket és leleteket az Izlandi Nemzeti Múzeum számára. A múzeum legelső igazgatója Jón Árnsson volt, aki a Reykjavíkban működő Nemzeti Könyvtár vezetője is volt egyben. A gyűjteménynek eredetileg a székesegyház, majd az egykori állami börtön épülete (a mai kormányhivatal épülete), később a parlament, a Nemzeti Bank, majd a Nemzeti Könyvtár épülete, amely ma a Művelődési Központ, adott helyet. A főépület felső két emeletén az állandó kiállítások kaptak helyet és a különleges kiállítások, míg az épület földszintjén a látogatóközpont található a kávézóval és a múzeumi bolttal. A múzeum vezetésének irodái a főépülettől néhány méterre keletre helyezkednek el.

## Gyűjtemények
Az állandó tárlatok az ország történelmét mutatják be a kezdetektől, multimédiás eszközök segítségével az "Izland, egy nemzet a kiegyezés óta" címmel. A korai időszakot bemutató tárlatok elsősorban a korabeli népszokások bemutatásán alapulnak. A kiállítás első része azt a hajót mutatja be, amellyel az izlandiak ősei a szigetre érkeztek, míg az utolsó része a keflavíki repülőtér poggyászkísérő rendszeréről szól, amely, mint mondják "kapu a nagyvilágra". A múzeum kiállításain, társadalmi-gazdasági fontosságuknak megfelelően, nagy teret adnak az izlandi halászat emlékeinek is.
A múzeum kincsei mintegy 100 000 tárgyból, illetve több, mint két millió fotóból állnak. Ezek közül csak mintegy 2000 tárgy, illetve úgy 1000 fotó alkotja az állandó tárlat kiállítási anyagát.

## Felépítés és funkciók
A múzeum feladatkörébe tartozik, hogy megőrizze és bemutassa az utókornak a sziget történelmi, kultúrtörténeti leleteit. Ez nem csupán a tárlatokon bemutatott tárgyak megőrzésén, hanem az Izlandon található védett épületek, ingatlanok megóvását is jelenti. Ennek alapján az Izlandi Nemzeti Múzeum védelme alá tartozik 43 történelmi épület is, melyek szerte az országban, elszórtan találhatók. Ezek közé tartoznak egyházi épületek, tőzegből épült házak, illetve a méltán világhírű fatemplomok is. A múzeum feladata, hogy minél részletesebben feltárja a sziget és a szigetlakók történelmét, valamint ennek bemutatása is. Ennek érdekében tárlatvezetéseket és oktatási tevékenységeket is szerveznek. 

## Elismerések
A múzeum 2006-ban az Európai Múzeumok Fórumán elnyerte az "Év Múzeuma-díj" különdíját. 

## Fordítás
- Ez a szócikk részben vagy egészben  az   Isländisches Nationalmuseum című német Wikipédia-szócikk ezen változatának fordításán alapul.  Az eredeti cikk szerkesztőit annak laptörténete sorolja fel. Ez a jelzés csupán a megfogalmazás eredetét és a szerzői jogokat jelzi, nem szolgál a cikkben szereplő információk forrásmegjelöléseként.